# Carcarañá (ciudad)
Carcarañá es una ciudad del departamento San Lorenzo, provincia de Santa Fe, Argentina. Se encuentra ubicada 45 km al oeste de la ciudad de Rosario, a 175 km de la ciudad de Venado Tuerto, y en la margen derecha del Río Carcarañá, en la intersección de este con la Ruta Nacional 9. Dista 196 km de la capital provincial: la ciudad de Santa Fe.

## Fundación del poblado
Se estima que puede haber sido entre 1870 y marzo de 1871, ya que no existe acta fundacional. Dicha imprecisión corresponde a los datos contradictorios que suministró el Inspector Nacional de Colonias, Guillermo Wilken, con los del registro de compra de tierras de la "Compañía de Tierras del Ferrocarril Central Argentino", que efectuara el trazado de la población.

## Historia

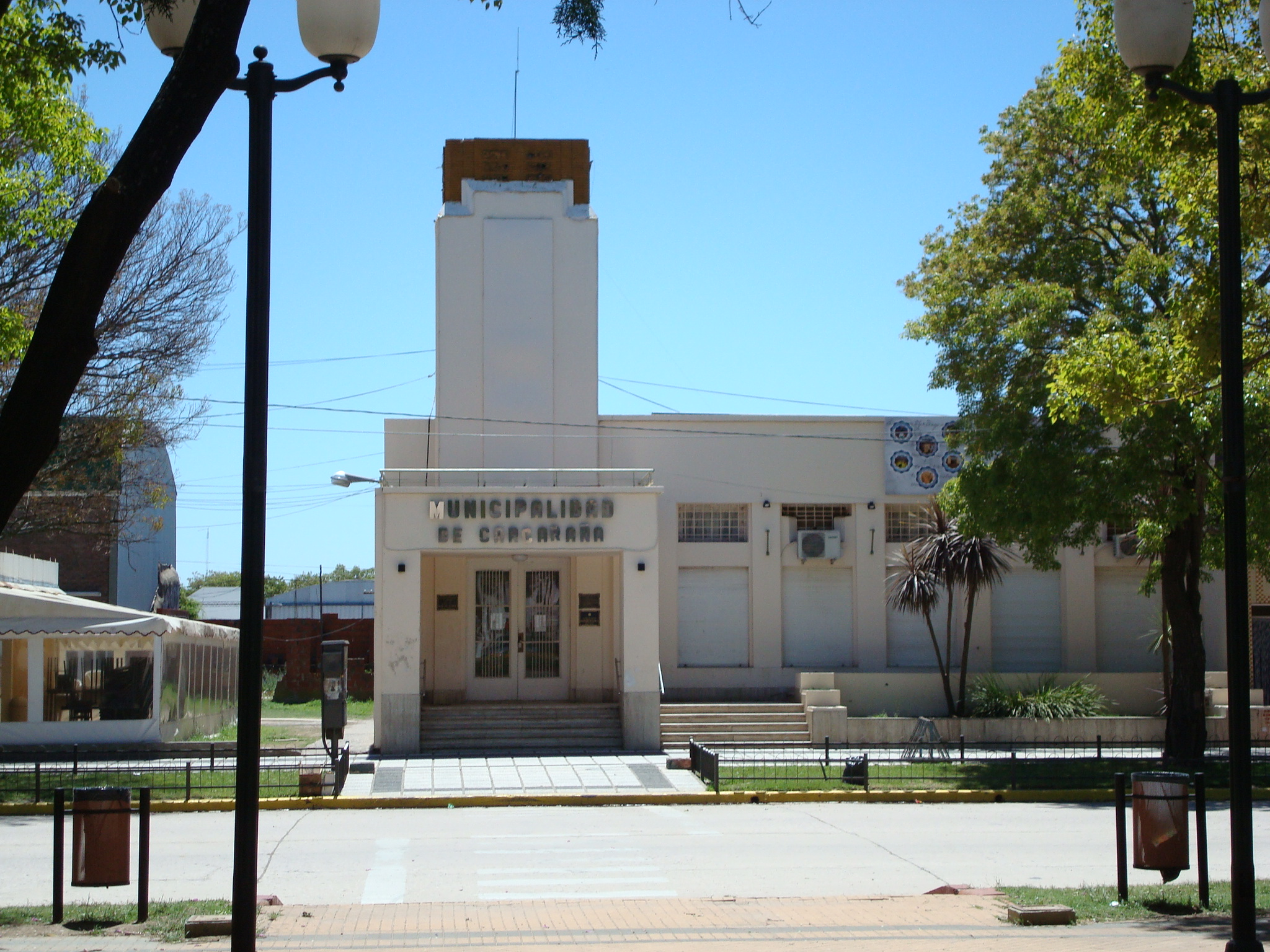
Municipalidad de Carcarañá

Las tierras del actual distrito de Carcarañá estaban pobladas por indígenas timbúes, chanáes y caracaráes que de modo trashumante recorrían la pampa en busca de alimentos. 
El nombre de la población proviene de los vocablos guaraníes "cara cara añá", cuya traducción al español es "carancho diablo". El carancho es un ave de rapiña.
- A finales del siglo XVII, el vecino de Santa Fe, maestro de campo Antonio de Vera Mujica solicita y obtiene por Merced Real las tierras comprendidas desde la bajada de San Lorenzo hasta el río y Bajo de Salinas (hoy arroyo Ludueña). Vera Mujica establece en esas tierras la "Estancia de la Bajada de los Espinillos de Mendieta".
- En 1719, Vera Mujica vende la estancia a la Compañía de Jesús de Santa Fe, para la cría de vacunos, mulares y caballares, que establecen allí su Estancia Jesuítica de San Miguel del Carcarañal hasta su expulsión.
- En 1767, el rey Carlos III expulsa a la Compañía de Jesús de las colonias del reino de España. Los jesuitas abandonan tierras, conventos y estancias, pasando su administración a la Junta de Temporalidades de Santa Fe, a cargo del teniente de gobernador Joaquín Maciel. Dicha junta subasta los terrenos y propiedades tras inventariarlos y tasarlos.[1]
- En 1775, José Basualdo adquiere los terrenos. Sobre lo que es actualmente el distrito de Capitán Bermúdez se levanta la "Posta del Espinillo", que dependía del sistema de postas de la carrera del Paraguay. En el Camino Real a Asunción se prestaba este servicio de postas, 20 km al sur hasta la Capilla del Rosario, y 25 km al norte, hasta el arroyo San Lorenzo.
- Hacia 1787 fallece el primer maestre de posta Juan Toval y es reemplazado por Anselmo Basualdo Ramos. Tras perder la vida en forma violenta, lo sustituye su viuda Francisca Roldán y luego Sebastián Basualdo. Este último colabora con Celedonio Escalada y con el general San Martín, cediendo al Libertador la caballada necesaria para combatir a los realistas, en la noche del 2 de febrero de 1813. Será en la Posta del Espinillo, donde los Granaderos a Caballo de José de San Martín cargarán contra la infantería de marina realista frente al Convento San Carlos en San Lorenzo.
- 1870 o 1871, comienza la colonización con inmigrantes europeos bajo el control de la "Compañía de Tierras del Ferrocarril Central Argentino" quien creaba colonias en cada estación de ferrocarril con los terrenos (una legua a cada lado de las vías) otorgadas por el Gobierno a esta empresa. La fundación es imprecisa, por contradicciones del inspector de Colonias Guillermo Wilken y el registro de compras de tierras de la "Compañía de Tierras del Ferrocarril Central Argentino" quien trazó el ejido urbano.
- Hacia 1875 Tomás Thomas junto con varios socios instalan un molino harinero cuya fuerza motriz provenía de un tajamar construido en el río Carcarañá. Unos años después del fallecimiento de Thomas, su viuda puso en venta el molino en 1908, que fue adquirido en remate público por Juan Semino (hoy Molinos Juan Semino SA).[2]
- 1892 El 1º de septiembre de 1892, hay una reunión: la Comisión Ejecutiva y la Consultiva, ambas de la Sociedad de Ornato e Higiene (que luego se llamará Comisión de Fomento) se dan cita. La finalidad es la construcción de un templo católico en el Pueblo de Carcarañá. La inquietud ha tomado cuerpo. Se logra una Comisión auxiliar, formada por los señores Joaquín Marull, Dr. Nolasco Arias, Dr. Luis A. Vila, y Don Anselmo Ferreyra, y como secretarios de esta Comisión a los Señores Cecilio Tribodi y Francisco Hernán, para que se ocupara del tema referente a la construcción de la Iglesia. El día 18 de septiembre “se resuelve festejar el IVº Centenario del Descubrimiento de América, y colocar en ese día, la Piedra Fundamental del Templo” (Así reza el Acta n.º 3 de esa fecha) - El Templo estará desde el comienzo bajo la advocación de Nuestra Señora del Pilar. La devoción mariana es una característica de España. Además en Zaragoza –según cuenta la tradición– se habría aparecido, por primera vez, la Madre de Jesús al Apóstol Santiago, apoyada sobre un pilar. Una devoción española, y también: una advocación muy española.
- 1894 El 6 de enero de 1894, se bendicen las obras. La obra, o el Templo consistió en lo que hoy es la nave central (sin el presbiterio). Diez años después de la colocación de la Piedra fundamental, se crea –canónicamente– la Parroquia de Carcarañá, con su propia jurisdicción. Cabe destacar el nombre del Primer Cura Párroco: el Pbro. Francisco Azpiri.

La Imagen primitiva de Nuestra Señora del Pilar, venerada en la Iglesia parroquial, fue donada por Adela Gana del Cerro. Imagen que hoy se encuentra entronizada en la Casa Parroquial. La nueva imagen, que hoy se encuentra en el Templo, fue entronizada y bendecida el 12 de octubre de 1920, por el Padre Miguel Bustins. Las campanas que tiene actualmente nuestro Templo, remontan al 1919, y fueron donadas por la Sra. Isabel de Hernán; el presbiterio y las dos naves laterales fueron construidas desde 1922 al 1927, quedando el Templo con la configuración actual. Sucesivamente fue pintado; se le cambió los techos, se remodeló su interior con arcadas. Año 2008: Se cambió la explanada del frente del Templo.
- 1906 Club Atlético Carcarañá, "Cremería".
- 1907 Club Atlético y Biblioteca Campaña.
- 1919 Colegio Niño Jesús de Praga: En 1919, por iniciativa de dos familias de Carcarañá, Berassain y Aguirre, se quiere dotar al pueblo de un colegio capaz de satisfacer la formación espiritual e intelectual de la niñez. En una tarde calurosa de febrero de 1919, llegan a Carcarañá 8 religiosas que comenzaron a dar clases a los 68 primeros alumnos. Recordamos a algunas de ellas, que compartieron con nosotros más de 50 años: Hna. Juana Zabaleta, Hna. Carmen Mendizábal y María Luisa Caramé... todas pertenecientes a la Congregación de Hermanas Carmelitas de la Caridad, cuya fundadora fue santa Joaquina de Vedruna. Hoy cuenta con enseñanza Inicial, Primaria y Secundaria.
- 1924 Se funda la Biblioteca Pablo A. Pizzurno.

## Datos censales

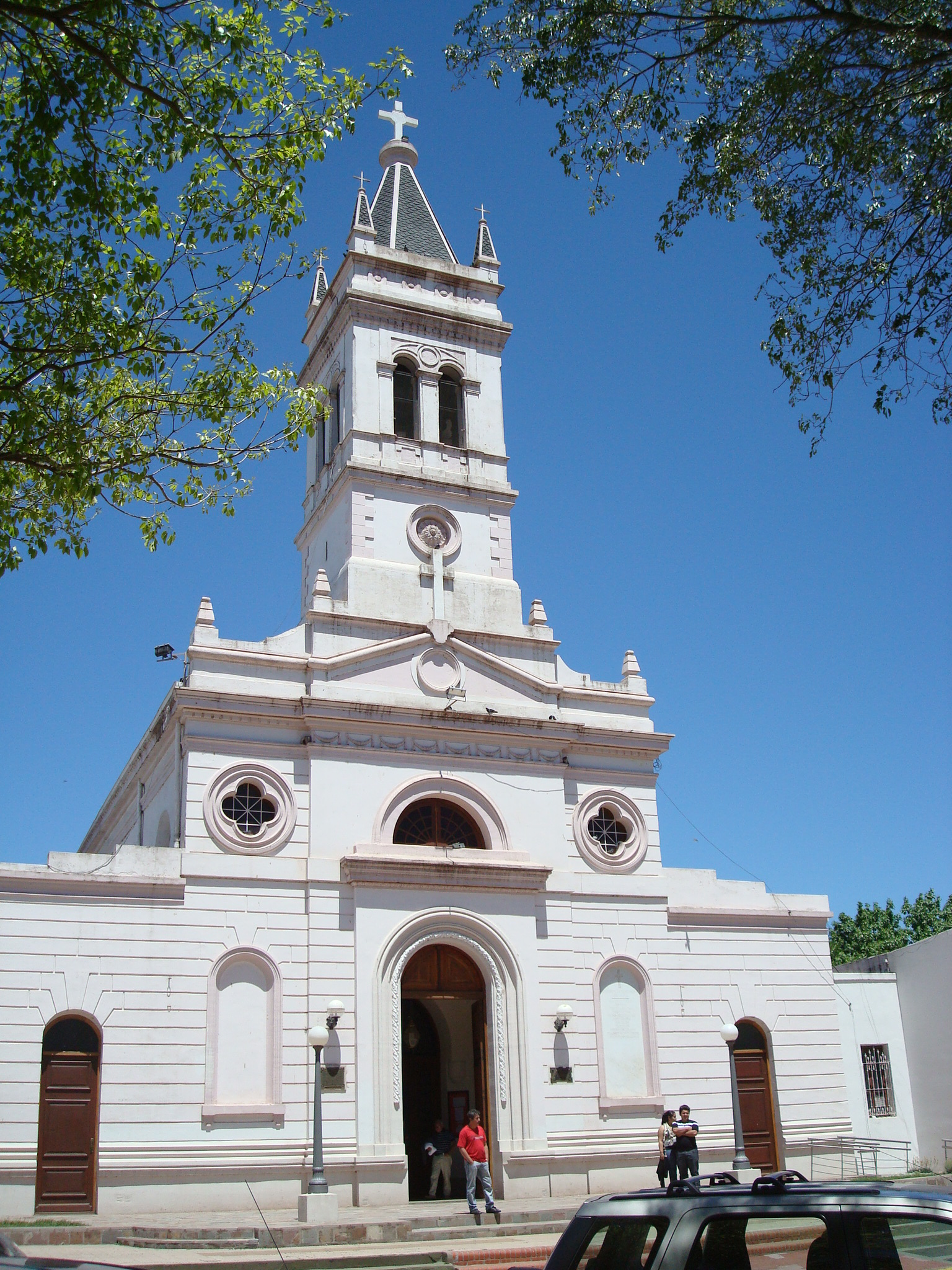
Templo Parroquial

- 1870, primer dato censal de la colonia de Carcarañá (Censo de dicha Compañía de Tierras, dando 14 familias con 63 integrantes
- 1872, 500 hab. en 102 familias: suizas, francesas, alemanas e italianas, y en menor cantidad norteamericanas, inglesas, austríacas, polacas, suecas y chilenas
- 1887, Censo Provincial: 1649 hab. (980 argentinos y 669 extranjeros)
- 1890, El 10 de diciembre dejó de ser colonia y se convirtió en Comuna
- 1930, Alcanzó los 6.000 hab. Poseía: Juzgado de paz, Registro Civil, Comisaría y Edificio de Correos y Telégrafos
- 1970, 8.788 hab., en solo diez años la población se incrementó en 2.000 personas, por las penosas condiciones de vida de multitud de pequeñas localidades fuera de rutas pavimentadas y de vías de FF.CC; y el atractivo de Carcarañá como polo industrial y fuente de trabajo para migrantes nativos de otras provincias que comenzaron a radicarse en sucesivas oleadas migratorias hacia los años 1960 (Entre Ríos, Corrientes, Chaco, Formosa) empobreciendo aún más aquellas provincias.

Logrando tras ese constante crecimiento la categoría de Ciudad el 8 de enero de 1981, puesto que el censo arrojó una población de 11.526 hab.
- 1991, Censo Nacional de Población, Hogares y Viviendas: 14.451 hab.
- 2001, Censo Nacional de Población, Hogares y Viviendas: 15.619 hab. Se han comparado los datos de Carcarañá con los de la provincia de Santa Fe y se determinó que la misma ocupa el puesto 25 de los 380 municipios que hay en la provincia y representa un 0,5066 % de la población total de ésta.
- 2010, Cantidad de habitantes. 16.432 (Varones 8.061 – Mujeres 8.371).
- 2022, Cantidad de habitantes: 17.350, Cantidad de Hogares: 6.558.

## Personalidades destacadas
- Facundo Marull (1915-1994) Poeta, novelista, periodista.
- Pablo Pinto (1940) Político, intendente de La Plata 1987-1991.
- Juan Carlos Ricci (1950-2020) Actor, director teatral y docente.
- Javier Lux (1977) Exfutbolista.
- Germán Lux (1982) Exfutbolista.
- Federico Vismara (1983) Exfutbolista.
- José Sosa (1985) Futbolista.
- Claudio Yacob (1987) Futbolista.
- Juan Dobboletta (1993) Futbolista.

## Clima
Clima templado; heladas aisladas entre junio y septiembre. Lluvias de tipo monzónico, concentrando el 65 % de las lluvias en verano. Promedio anual: entre 900 y 1000 mm.
Vientos predominantes del sector norte, promedio de 5 km/h

## Turismo
Posee estructura turística y recreativa sobre las márgenes del río Carcarañá, contando con numerosos balnearios y cámpings. 

### Parque Sarmiento
El Parque Sarmiento es un sitio municipal, a la vera del río Carcarañá. Brinda, entre otros servicios, un área de esparcimiento con piletas, restaurante, parrillas, canchas para la práctica de deportes y albergue en cabañas o quinchos. Posee además un anfiteatro para la realización de espectáculos musicales.
- Sitio Web Parque Sarmiento

### Museos
- Museo Arqueológico Regional Carcarañá.
- Museo de la Ciudad.

## Área industrial
El área industrial está en la intersección de la ruta nacional 9 y la ruta provincial 26, al este de Carcarañá y a 3 km del río Carcarañá, con las vías del Ferrocarril Nuevo Central Argentino. Tiene 31 ha, servicios, efluentes y publicidad de las empresas radicadas (con frente a la ruta nacional 9), electricidad y gas natural.

### Sitios oficiales
- Sitio web oficial del ejecutivo municipal
- Sitio web provincial
- Sitio web de relevamiento patrimonial de la provincia
- Sitio web federal del IFAM (Instituto Federal de Asuntos Municipales)

### Parroquia Nuestra Señora del Pilar
- Sitio web de la Parroquia Nuestra Señora del Pilar

### Ubicación geográfica y datos del tiempo
- Coordenadas geográficas
- Más coordenadas geográficas
- Datos del clima

### Sitios web de la ciudad
- Sitio web de noticias de la ciudad de Carcarañá

- Datos: Q3658334
- Multimedia: Carcarañá / Q3658334